# Ифеани Емегхара
Ифеани Емегхара (Лагос, 24. март 1984) бивши је нигеријски фудбалер. Играо је на позицији одбрамбеног играча.

## Клупска каријера
У јануару 2003. је заједно са Оладипупом Мартинсом дошао на пробу у Партизан. Обојица су убрзо прослеђени у Телеоптик. Емегхара је провео годину и по дана играјући за Телеоптик у Српској лиги, да би у јуну 2004. био прекомандован у Партизан, са којим је потписао четворогодишњи уговор.
Под вођством тренера Владимира Вермезовића, Партизан је у сезони 2004/05 освојио титулу првака државе, и играо осмину финала Купа УЕФА, где је елиминисан од каснијег победника, московског ЦСКА. Емехгара је током ове сезоне одиграо 24 утакмице у шампионату СЦГ, а наступио је и на свих 10 европских утакмица које су црно-бели одиграли у овој сезони. Емегхара је одиграо и јесењи део сезоне 2005/06. у Партизану. Наступио је на четири европске утакмице (двомечи са Артмедијом и Макаби Петах Тиквом), док је у јесењем делу шампионата на терен излазио 12 пута.
У јануару 2006. је прешао у Политехнику из Темишвара. Провео је годину и по дана у Политехници, као стандардан првотимац, а онда је лета 2007. прешао у Стеауу из Букурешта. У дресу Стеауе је по први пут заиграо у групној фази Лиге шампионе. То је било у сезони 2007/08, када је наступио на пет од шест утакмица Стеауе у групи Х, у којој су још били Арсенал, Севиља и прашка Славија. Ипак његов боравак у Стеауи су обележили проблеми са повредама, па је за пет сезона забележио само 58 наступа, рачунајући сва такмичења. Током пролећа 2013. је био играч азербејџанске Габале, након чега је завршио играчку каријеру.

## Репрезентација
За сениорску репрезентацију Нигерије је одиграо три утакмице, а све три су биле пријатељске. Дебитовао је 17. новембра 2007. против Аустралије, затим је три дана касније играо против Швајцарске, а последњи пут је наступио 9. јануара 2008. против Судана. Нашао се на и коначном списку играча за Афрички куп нација 2008, али није добио прилику да заигра ни на једној утакмици.

## Статистика
| Клуб                 | Сезона            | Лига    | Лига   | Куп     | Куп    | Европа  | Европа | Укупно  | Укупно |
| Клуб                 | Сезона            | Наступи | Голови | Наступи | Голови | Наступи | Голови | Наступи | Голови |
| -------------------- | ----------------- | ------- | ------ | ------- | ------ | ------- | ------ | ------- | ------ |
| Партизан             | 2004/05.          | 24      | 0      | 4       | 0      | 11      | 0      | 39      | 0      |
| Партизан             | 2005/06.          | 12      | 0      | 1       | 0      | 4       | 0      | 17      | 0      |
| Партизан             | Укупно            | 36      | 0      | 5       | 0      | 15      | 0      | 56      | 0      |
| Политехника Темишвар | 2005/06.          | 14      | 0      | 0       | 0      | —       | —      | 14      | 0      |
| Политехника Темишвар | 2006/07.          | 28      | 0      | 3       | 0      | —       | —      | 31      | 0      |
| Политехника Темишвар | Укупно            | 42      | 0      | 3       | 0      | —       | —      | 45      | 0      |
| Стеауа Букурешт      | 2007/08.          | 12      | 0      | 2       | 0      | 5       | 0      | 19      | 0      |
| Стеауа Букурешт      | 2008/09.          | 0       | 0      | 0       | 0      | 0       | 0      | 0       | 0      |
| Стеауа Букурешт      | 2009/10.          | 11      | 0      | 0       | 0      | 1       | 0      | 12      | 0      |
| Стеауа Букурешт      | 2010/11.          | 11      | 0      | 2       | 0      | 3       | 0      | 16      | 0      |
| Стеауа Букурешт      | 2011/12.          | 8       | 0      | 1       | 0      | 2       | 0      | 11      | 0      |
| Стеауа Букурешт      | Укупно            | 42      | 0      | 5       | 0      | 11      | 0      | 58      | 0      |
| Стеауа Букурешт II   | 2010/11.          | 2       | 0      | —       | —      | —       | —      | 2       | 0      |
| Габала               | 2012/13.          | 4       | 0      | 0       | 0      | —       | —      | 4       | 0      |
| Укупно у каријери    | Укупно у каријери | 126     | 0      | 13      | 0      | 26      | 0      | 165     | 0      |

## Успеси
Партизан
- Првенство Србије и Црне Горе (1) : 2004/05.

Стеауа
- Куп Румуније (1) : 2010/11.